# ワレンチン・ガブリロフ
ワレンチン・ガブリロフ（ロシア語: Валентин Гаврилов、ローマ字:Valentin Gavrilov、1946年7月26日 - 2003年12月23日）は、旧ソビエト連邦の陸上競技選手。1960年代後半から1970年代初頭にかけて活躍した男子走高跳選手で、1968年メキシコシティーオリンピックの銅メダリストである。モスクワ出身。

## 経歴
ガブリロフは、「人間衛星」ともいわれ、ベリーロールで2m28の世界記録を樹立したワレリー・ブルメルの次の世代のソ連のハイジャンパーである。1966年のヨーロッパ選手権では2m06で7位という結果を残し、翌1967年には2m12でソ連のチャンピオンに輝く。1968年のヨーロッパ室内陸上では、2m17で優勝した同じソ連のワレリー・スクボルツォフと同記録の銀メダルを獲得した。
ガブリロフは、1968年のメキシコオリンピックに出場。メキシコ大会の走高跳は歴史に残る大会となる。ガブリロフは、アメリカのエド・カルザースとともに優勝候補と見られていた。しかし、同じアメリカから出場した見慣れない跳躍を見せるディック・フォスベリーに観衆の注目が集まった。この跳躍こそが現在の世界の常識となっている「背面跳び」であった。ガブリロフは2m00から跳躍をはじめ、自己ベストとなる2m20まで1回も失敗することなくクリアした。一方のフォスベリーも、2m20まで1回で成功していた。しかし、2m22にバーがあがると、1回で成功したフォスベリーに対して、ガブリロフは3回とも失敗。カルザースが2m22を成功したため、ガブリロフは銅メダルとなった。
翌1969年には、2m21の自己ベストを出し、同年には2m17でヨーロッパ選手権も制覇。しかし、メキシコオリンピック以降、走高跳の跳躍法は急速に背面跳びに移行していく中、ガブリロフの成績は振るわなかった。

## 主な実績
| 年   | 大会                     | 場所                         | 種目   | 結果 | 記録 |
| ---- | ------------------------ | ---------------------------- | ------ | ---- | ---- |
| 1966 | ヨーロッパ陸上選手権     | ブダペスト(ハンガリー)       | 走高跳 | 7位  | 2m06 |
| 1968 | ヨーロッパ室内陸上選手権 | マドリッド(スペイン)         | 走高跳 | 2位  | 2m17 |
| 1968 | オリンピック             | メキシコシティ(メキシコ)     | 走高跳 | 3位  | 2m20 |
| 1969 | ヨーロッパ室内陸上選手権 | ベオグラード(ユーゴスラビア) | 走高跳 | 1位  | 2m14 |
| 1969 | ヨーロッパ陸上選手権     | アテネ(ギリシャ)             | 走高跳 | 1位  | 2m17 |
| 1970 | ヨーロッパ室内陸上選手権 | ウィーン(オーストリア)       | 走高跳 | 1位  | 2m20 |
| 1970 | ユニバーシアード         | トリノ(イタリア)             | 走高跳 | 1位  | 2m18 |
| 1971 | ヨーロッパ陸上選手権     | ヘルシンキ(フィンランド)     | 走高跳 | 10位 | 2m11 |
| 1973 | ユニバーシアード         | モスクワ(ソビエト連邦)       | 走高跳 | 3位  | 2m15 |